# بیشه بزرگ
بیشه بزرگ (به انگلیسی: Big Thicket) یک جنگل در ایالات متحده آمریکا است که در تگزاس واقع شده‌است.